# Dipignano
Dipignano – miejscowość i gmina we Włoszech, w regionie Kalabria, w prowincji Cosenza.
Według danych na rok 2004 gminę zamieszkiwało 4156 osób, 180,7 os./km².